# چوب جویدن

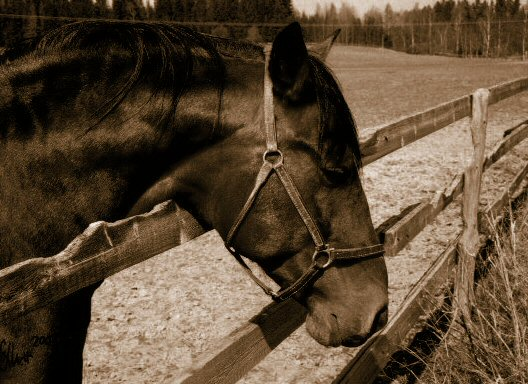
جویدن چوب ممکن است به نرده‌ها و غرفه‌های چوبی آسیب جدی بزند

چوب جویدن (به لاتین: Lignophagia)، رفتار غیرطبیعی جویدن و خوردن چوب است. این رفتار در چندین گونه ثبت شده‌است، اما شاید بیشتر در اسب‌ها که معمولاً به سادگی «چوب‌جونده» نامیده می‌شود، ثبت شده‌است. چوب جویدن نوعی اختلال هرزه‌خواری است که در آن مواد غیرمغذی معمولاً جویده یا خورده می‌شوند. برای برخی از جانوران، چوب منبع غذایی اولیه طبیعی است. چنین جانورانی به عنوان جانور چوب‌خوار شناخته می‌شوند.